# العلاقات الكورية الجنوبية النيجيرية
العلاقات الكورية الجنوبية النيجيرية هي العلاقات الثنائية التي تجمع بين كوريا الجنوبية ونيجيريا.

## مقارنة بين البلدين
هذه مقارنة عامة ومرجعية للدولتين:
| وجه المقارنة                                              | كوريا الجنوبية                                                          | نيجيريا                     |
| --------------------------------------------------------- | ----------------------------------------------------------------------- | --------------------------- |
| المساحة (كم2)                                             | 100.30 ألف                                                              | 923.77 ألف                  |
| عدد السكان (نسمة)                                         | 51.47 مليون                                                             | 190.89 مليون                |
| الكثافة السكانية (ن./كم²)                                 | 513.16                                                                  | 206.64                      |
| العاصمة                                                   | سول                                                                     | أبوجا، لاغوس                |
| اللغة الرسمية                                             | اللغة الكورية                                                           | لغة إنجليزية، اللغة اليوربا |
| العملة                                                    | وون كوري جنوبي                                                          | نيرة نيجيرية                |
| الناتج المحلي الإجمالي (بليون دولار)                      | 1.53 تريليون                                                            | 375.77 مليار                |
| الناتج المحلي الإجمالي (تعادل القوة الشرائية) بليون دولار | 1.75 تريليون                                                            | 1.09 تريليون                |
| الناتج المحلي الإجمالي الاسمي للفرد دولار أمريكي          | 27.22 ألف                                                               | 2.64 ألف                    |
| الناتج المحلي الإجمالي للفرد دولار أمريكي                 |                                                                         | 5.91 ألف                    |
| مؤشر التنمية البشرية                                      | 0.901                                                                   | 0.514                       |
| رمز المكالمات الدولي                                      | +82                                                                     | +234                        |
| رمز الإنترنت                                              | .kr                                                                     | .ng                         |
| المنطقة الزمنية                                           | توقيت كوريا الجنوبية، ت ع م+09:00، آسيا/سيول ‏، ت ع م+08:00، ت ع م+08:30 | ت ع م+01:00                 |

## منظمات دولية مشتركة
يشترك البلدان في عضوية مجموعة من المنظمات الدولية، منها:
| علم المنظمة | اسم المنظمة                                                | تاريخ انضمام كوريا الجنوبية | تاريخ انضمام نيجيريا |
| ----------- | ---------------------------------------------------------- | --------------------------- | -------------------- |
|             | مؤسسة التمويل الدولية                                      | 16 مارس 1964                | 30 مارس 1961         |
|             | منظمة حظر الأسلحة الكيميائية                               | ?                           | ?                    |
|             | يونسكو                                                     | 14 يونيو 1950               | 14 نوفمبر 1960       |
|             | البنك الإفريقي للتنمية                                     | ?                           | ?                    |
|             | الأمم المتحدة                                              | 17 سبتمبر 1991              | 7 أكتوبر 1960        |
|             | المنظمة الهيدروغرافية الدولية                              | ?                           | ?                    |
|             | منظمة الشرطة الجنائية الدولية                              | ?                           | ?                    |
|             | البنك الدولي للإنشاء والتعمير                              | 26 أغسطس 1955               | 30 مارس 1961         |
|             | العملية المشتركة للاتحاد الأفريقي والأمم المتحدة في دارفور | ?                           | ?                    |
|             | الاتحاد البريدي العالمي                                    | ?                           | ?                    |
|             | مؤسسة التنمية الدولية                                      | 18 مايو 1961                | 14 نوفمبر 1961       |
|             | منظمة التجارة العالمية                                     | ?                           | ?                    |
|             | الفريق المعني برصد الأرض                                   | ?                           | ?                    |
|             | المركز الدولي لتسوية المنازعات الاستشارية                  | 23 مارس 1967                | 14 أكتوبر 1966       |
|             | وكالة ضمان الاستثمار متعدد الأطراف                         | 12 أبريل 1988               | 12 أبريل 1988        |

## وصلات خارجية
- موقع وزارة الخارجية الكورية الجنوبية
- موقع وزارة الخارجية النيجيرية